# Арбузове
Арбу́зове (крим. Arbuzove, до 1945 року — Сталінштадт, крим. Stalinştadt, їд. סטאַלינשטאַדט) — село Курманського району Автономної Республіки Крим.
Відстань від райцентру до населеного пункта становить 44 кілометрів по прямій.

## Історія
Вперше зустрічається у 1931 році, коли поряд нині зниклого села Дюрмен (крим. Dürmen) були засновані єврейські переселенські ділянки № 121 та 122. Пізніше вони отримали імена Сталінвег та Сталінштадт та об'єднані в одне село Сталінштадт.
За даними всесоюзного перепису населення 1939 року в селі проживало 223 особи.
Під час Другої світової війни частина єврейського населення села була евакуйована, з тих, що залишилися під окупацією, більшість розстріляна нацистами.
21 серпня 1945 року Указом Президії Верховної Ради РРФСР Сталінштадт було перейменовано на Арбузове.